# Olga Kudrina
Olga Dmitrievna Kudrina más conocida como Olga Kudrina (c. 1890-1944) fue una chamán entre los pueblos evenki del norte de Mongolia Interior a lo largo del Gran Dobladero del río Amur —hoy bajo la jurisdicción de Genhe, Hulun Buir—. Fue aceptada como árbitro entre los diversos grupos de los pueblos evenki, ayudando a desactivar los conflictos entre las familias, como cuando un miembro de uno de ellos asesinaba a otro; después de su muerte, los cazadores igualitarios quedaron sin chamán u otra figura de autoridad ampliamente aceptada, y los conflictos entre ellos se convirtieron en una cadena de graves casos de venganza sanguínea.

## Antecedentes y primeros años
La etnia evenki comprende tres grupos: Mohe, Cigančen y Three-River (Gunačen). Originalmente, Filipp Vasil'evič Sologon era el chamán del grupo Mohe, mientras que Kudrina pertenecía a los Gunačen en el sur. Ella venía de una familia de chamanes; su abuela, el tío Vasilij Jakovlevič Kudrin y su primo Innokentij Ivanovič Kudrin eran todos chamanes. Era común que muchos chamanes procederían de la misma familia; sin embargo, la posición no era necesariamente transmitida linealmente.
Las responsabilidades de Kudrina como chamán incluían ayudar en la caza, curar a los enfermos y velar por las almas de los difuntos; se le exigía que tuviera conocimiento sobre los espíritus y la religión. Comenzó el camino para convertirse en chamán en 1923, en un sueño en el que afirmaba haber visto el espíritu de su antecesora y haber recibido su conocimiento. Durante este tiempo, se informó que ella se había adentrado en el bosque, permaneciendo allí durante dos semanas sin fuego ni comida.

## Fallecimiento y legado
Sologon murió en 1942, lo que llevó a Kudrina a asumir la responsabilidad de su grupo. Esto significaba que tenía que hacer arduos viajes por las montañas del Gran Khingan para llegar a los cotos de caza del grupo mohe. Los conflictos se desencadenaron con mayor frecuencia en estos años debido a la ocupación japonesa, enfrentando a los evenki pro japoneses contra los evenki antijaponeses; en 1944, unas cincuenta personas del grupo mohe huyeron de retorno a Rusia como resultado. Kudrina murió ese mismo año, dejando atrás a otros dos chamanes: su prima Kudrin y Njura Kaltakun, ninguno de los cuales había aceptado ampliamente la autoridad entre todos los grupos.
Kudrina no tenía hijos propios. Le sobrevivió su hijo adoptivo, Victor Kudrin. También tomó como ahijado a Anatolij Makarovič Kajgorodov (1927–1998), un miembro de una familia cosaca rusa con quien la etnia evenki comerciaba con frecuencia; él continuaría para convertirse en un conocido etnógrafo de los pueblos tungúsicos.